# Le Tanneur
Le Tanneur et Cie, fondée en 1898 par un maroquinier et un tanneur, est une entreprise française spécialisée dans la maroquinerie, fabriquant des sacs à main, des portefeuilles et des bagages en cuir ; elle est contrôlée par le groupe Tolomei.

## Histoire
Un maroquinier et un tanneur belleysans décident de créer des porte-monnaie en cuir sans couture. Ceux-ci sont primés pour leurs inventions lors de l'Exposition universelle de 1900. En 1914, Le Tanneur est choisie pour fournir l'armée française, ce qui lui permet aussi de gagner en notoriété. Dans les années 1960, la marque diversifie ses gammes de produits vers les sacs à main ou les portes-documents.
En 1974 la société emploie plus de 1 000 personnes et est le numéro un de la tannerie française. Elle est désormais détenue par le Crédit industriel et commercial (CIC), à 52 % et par un groupe britannique, Barrow-Hepburn, à 48 %.
En 1978, Le Tanneur lance le cartable Tann's, un sac bicolore en croûte de cuir qui rencontre un certain succès. Pour autant, en juin 1985, la société dépose son bilan, n'ayant pas réussi à s'adapter à son époque et à la concurrence. Le tribunal de commerce de Belley accepte l'offre de reprise en location-gérance par le groupe anglo-américain Panson et Whittemore, en association avec le maroquinier français, André Lux (qui possède Upla, activité permettant une synergie de distribution en boutiques). 262 emplois sont conservés sur les 664 qui subsistaient au moment du dépôt de bilan, avec deux ateliers de production, à Belley et Bourg-en-Bresse. 
Pourtant, l'usine de Bourg-en-Bresse ferme en 1993 : le magasin d'usine reste actif alors, il fermera à son tour en 2019.
En 2005, Le Tanneur revend la marque Upla,.
Le 2 août 2011, 85,73 % du capital de l'entreprise devient la propriété de la société Qatar Luxury, propriété de cheikha Mozah, l'une des trois épouses de l'émir du Qatar, à la suite d'une offre publique d'achat,. L'entreprise Le Tanneur détient encore les marques Le Tanneur, Soco et les cartables Tann's. Elle a aussi une activité, plus discrète, de sous-traitant, produisant de la maroquinerie pour d'autres marques de mode. Elle dispose de quatre ateliers, dont trois situés en Corrèze, et le dernier dans l'Ain, son point de départ historique à Belley.
Fin 2014, Le Tanneur revend Tann's.
En août 2017, il est annoncé que Tolomei Participations SAS, une société qui a son siège à Paris et dirigée par Eric Dailey, prévoit une prise de contrôle de la majorité de l'entreprise à travers une augmentation de capital et une offre publique d'achat,,.
Qatar Luxury Group (QLG) a conclu un accord avec Tolomei Participations, en vue d'une recapitalisation du maroquinier pour un montant d’au moins 13,3 millions d'euros. Avant cet accord, QLG détenait 85,6 % du capital et 92% des droits de vote.
En mai 2020, pour faire face aux conséquences de la crise sanitaire, le groupe annonce plusieurs mesures : le recours au chômage partiel pour la majorité du personnel, une demande de prêt garanti par l'État pour 9,5 ME, le report de paiement de cotisations sociales, des échéances de loyers, des dettes fournisseurs et de crédit-bail.